# Symphonie no 1 de Honegger
Pour les articles homonymes, voir Symphonie no 1.
La Symphonie no 1 (H. 75) d'Arthur Honegger est une œuvre orchestrale, la première de ses cinq symphonies. Elle fut composée en 1929-30, à la suite d'une commande de l'Orchestre symphonique de Boston et de son chef Serge Koussevitzky, par qui elle fut créée à Boston le 13 février 1931 à l'occasion du cinquantième anniversaire de l'orchestre.

## Structure
Comme toutes les symphonies de Honegger, l'œuvre est en trois mouvements :
1. Allegro marcato
2. Adagio
3. Presto

La durée de l'œuvre est d'environ 21 minutes.

## Sources
- François-René Tranchefort (direction), Guide de la musique symphonique, Paris, Fayard, 1986, 896 p. (ISBN 2-213-01638-0), p. 363